# José Mor de Fuentes
José Mor y Pano, más conocido como José Mor de Fuentes (Monzón, Huesca, 11 de junio de 1762-ibidem, 3 de diciembre de 1848) fue un militar, periodista, dramaturgo, poeta y novelista español prerromántico.
Es conocido fundamentalmente por su novela La Serafina (1798), una de las más incipientes muestras de novela contemporánea española, y por un original y vivaz libro de memorias, su Bosquejillo de la vida y escritos de don José Mor de Fuentes, delineado por él mismo (1836).

## Vida
Nació en una familia arraigada tradicionalmente en Monzón. En 1774 viajó para estudiar Artes en la Universidad de Zaragoza. Más tarde estudió Humanidades en Toulouse y en el Real Seminario de Vergara, una moderna institución de enseñanza fundada hacía poco por la Sociedad Económica Bascongada, donde cursó también estudios científicos de Matemáticas y Química.
Cumplió su servicio militar en 1785 y en adelante siguió la carrera en la armada, ingresando en la Academia Naval de Cartagena y obteniendo, en 1792, la titulación de ingeniero con el cargo de alférez de fragata. Sirvió en el asedio de Tolón de 1793 y otros encuentros en el contexto del intento de reacción española contra la Revolución francesa de la Guerra de los Pirineos.
Vuelto a Cartagena una vez finalizadas las hostilidades, en 1796 solicitó pasar a la reserva para dedicarse a la escritura.
A fines de 1796 apareció su primer libro, Poesías varias de D. Joseph Mor de Fuentes.
Inició un pleito contra su hermano mayor, Mariano Mor y Pano, en demanda de alimentos.
Escaso de recursos económicos, se trasladó a Zaragoza para trabajar en el Semanario de Zaragoza, un periódico de divulgación histórica, científica y literaria nacido en 1798, donde colaboraban Jordán de Asso, el Padre Boggiero o Félix Latassa.
En ese mismo año publicó una novela epistolar importante a causa de su novedad en cuanto al lenguaje y el tratamiento realistas del tema del amor entre los jóvenes, El cariño perfecto u Alfonso y Serafina (Madrid, Cano, 1798), que tuvo una segunda edición muy ampliada con el título de La Serafina (Madrid: Cano, 1802) y una tercera y última, más conocida (La Serafina, Madrid: Repullés, 1807, 2 vols.), que constituye toda una reelaboración de los textos precedentes, transformando la obra inicial de ser una novelita rosa a todo un retrato social de la España de 1800. La obra tuvo gran éxito y hubo reimpresiones piratescas o sin permiso en otros lugares de España. Sin embargo, la obsesión del autor por la historia de esta novela suya no desapareció ahí: se sabe que amplió la novela en un cuarto manuscrito inédito que estaría terminado hacia 1833, según Jesús Cáseda. 
Fundó en Comillas la Sociedad Económica Cantábrica, siguiendo el ejemplo del Seminario de Vergara, pero encontró la oposición de la jerarquía eclesiástica santanderina por ser enemiga de la enseñanza laica.  En 1803 tuvo que regresar a Zaragoza.
Sus ideas políticas se caracterizaron por un firme liberalismo. Elogió en un poema panegírico a Napoleón, como guía revolucionario, aunque, tras la invasión de España, le dedicó otro esta vez satírico.
Tras participar en el levantamiento del Dos de Mayo en Madrid y vivir las posteriores represalias, huyó a Zaragoza, donde defendió la ciudad en los Sitios. Una vez que capituló la ciudad, se halló en Valencia, donde impulsó un periódico personal, El Patriota. En 1812 viajó a Cartagena, donde estrenó un sainete, El egoísta, que satirizaba a los invasores, obra que más tarde convirtió en comedia con un prólogo que refleja bien las ideas liberales de su autor.
Poco tiempo después retomó la escritura de El Patriota en Madrid. Aparecía dos veces por semana y la publicación entera estaba escrita por Mor de Fuentes. También se tuvo que ocupar un tiempo de escribir la Gazeta de Madrid, pues con la marcha del ejército francés de la ciudad, sus redactores habían huido.
Recibió con entusiasmo la Constitución de 1812, a la que dedicó un poema tras el triunfo del levantamiento de Riego de 1820. Tras la reacción de 1823 se exilió a Toulouse, donde publicó el libro Poésies françaises d'un auteur espagnol (1825). En 1826 sacó otro tomito poético en distintas lenguas en Bagnères de Bigorre, y regresa a España para establecerse en Monzón.
En 1833 viajó a París, donde frecuentó el mundo literario de las tertulias. En Barcelona publicó la comedia La fonda de París, un original retrato de costumbres contemporáneas, y un libro de memorias que le ha valido el mayor reconocimiento: una ágil autobiografía titulada Bosquejillo de la vida y escritos de don José Mor de Fuentes, delineado por él mismo (ambas en Barcelona, Bergnes, 1836), que, reivindicada por Azorín, le valió el redescubrimiento para el Parnaso literario español. En El Bosquejillo narra su viaje de varios meses de 1833 por París.
La fortuna que había conseguido mediante arreglo en el pleito seguido contra su hermano, se había mermado y la carencia de recursos le hizo regresar a Monzón en la primavera de 1835.
Nuevos pleitos y la enemistad con todos los miembros de su familia crearon a Mor una difícil situación. Se trasladó a Barcelona, donde editó una comedia, La Fonda de París, con muchos elementos autobiográficos, otras obras menores y su más famosa publicación: Bosquejillo de la vida y escritos de D. José Mor de Fuentes.
Volvió definitivamente a Monzón, viajando habitualmente a Zaragoza. Murió en Monzón el 3 de diciembre de 1848.

## Obra
Inicialmente se dedicó a la poesía, y a fines de 1796 aparecieron sus Poesías varias. Al año siguiente publicó su segundo poemario. En 1800 empezó a componer Las estaciones, su obra lírica capital, que no fue impresa hasta 1820.
También cultivó el teatro, escribiendo La mujer varonil y El calavera dos comedias que salieron a la luz en 1800 pero no llegaron a las tablas. Sus obras dramáticas más celebradas fueron El egoísta, primero sainete, y luego convertido en comedia, y La fonda de París, una de sus últimas obras.
Su primera novela, El cariño perfecto o Alfonso y Serafina (Madrid, 1798), pertenece al género lacrimógeno o sentimental, en la línea rousseauniana de Julie ou la Nouvelle Héloïse (1761), que también tradujo Mor de Fuentes al español (así como el Werther de Goethe y la Historia de la decadencia y caída del Imperio Romano de Edward Gibbon), y adopta, como la obra francesa, la forma de un relato epistolar. La acción de la novela está situada en Zaragoza y refleja las costumbres de la capital del Ebro de su tiempo. Gozó de un importante éxito reimprimiéndose sin permiso del autor en Málaga y Barcelona. En 1802 la reeditó con el título de La Serafina, y aún aparecería otra edición en 1807.
En ella, el galán Alfonso Torrealegre conquista el amor de Serafina pese a la competencia de su rival Garín y a no ser bien visto por la familia de ella en un primer momento. Está escrita fingiendo ser una colección de cartas remitidas desde Zaragoza entre agosto de 1786 y abril de 1788 por Torrealegre, el protagonista, a un amigo y confidente suyo, Eugenio. Destaca el retrato psicológico femenino de Serafina y supone un temprano antecedente de la novela realista del siglo XIX.

## Reconocimientos
Tiene una calle dedicada en Zaragoza.
Tiene un instituto dedicado en Monzón (Huesca).